# Rab budapesti csokoládégyár

A gyár logoja

A Rab budapesti csokoládégyárat a 19. és a 20. század fordulóján alapította  Rab (Raab) István csokoládé- és kakaóbab nagykereskedő. A vállalkozás,  a nevében csehszlovák időket is túlélő lobosovitzi (ma:Lovosice) Csokoládégyár, a DELI gyár képviseletként indult. Az elsősorban kakaóbab feldolgozására és cukrászati minőségű csokoládémassza előállítására szakosodott üzem a ferencvárosi Ranholder utcában (ma: Balázs Béla utca) működött, majd az 1920-as évek végén a józsefvárosi Práter utca 73(67.). szám alá költözött. Az alapanyaghiány miatt a cég a háború alatt 1943-tól lőszerládákat készitett a Weiss Manfréd Acél- és Fémművek gyárnak. Hadiüzemként menedéket nyújtott több tucat üldözöttnek, munkaszolgálatosnak. 1944 december közepén egy nyilas razzia során az alkalmazottak túlnyomó részét ismeretlen helyre vitték.  1947-ben a cég tulajdonosát és ügyvezetőjét, koncepciós perben elítélték, árdrágítás bűntettének elkövetése címén. A cégtulajdonos ifj. Rab István 7 év, az ügyvezető, Virányi Pál 8 év fegyházat kapott. A céget 1949-ben államosították és a Budapesti Csokoládégyár része lett. A üzem Práter utcai homlokzati épületében szükséglakásokat alakítottak ki. A raktárban, az üzemi területen asztalos üzem, akkumulátorjavító is működött. A leromlott állapotú gyár- és a hozzátartozó irodaépületet 1996-ban bontották le. A nagy méretű üres telekre 2018-ban építettek egy modern, sok lakásos épületet.